# Limaria fragilis
Limaria fragilis е соленоводна мида от семейство Limidae, която има способността да плува.

## Разпространение
Видът обитава плитките части на Тихи и Индийски океан. Тя често се крие в пукнатини или под камъни и само множеството пипала я издават, че е скрита.

## Описание
Черупките са тънки и асиметрични. По ръба са обримчени от червена мантия с ресни и дълги розови пипала на. Около границата на мантията има ред с малки очни петънца, които са способни да различат светлина и сянка и така да сигнализират на животното за приближаването на хищник.

## Начин на живот
Мидите са протандрийни хермафродити. Първоначално се развива мъжката полова система, а по-късно с нарастването се развива и женската. Имат и способността да излъчват проблясъци на биолуминесцентна светлина, макар да не е ясно защо го правят. Представителите могат да плуват бавно в продължение на около 5 минути. Това се постига чрез отваряне и затваряне черупките и изтласкването на водата навън. При плуването допълнително използва и пипалцата като гребла, които помагат движението. Пипалата могат да отделят отровни вещества и да се откъсват от мидата като имат способността да се гърчат и така да отвличат вниманието на агресора.